# Charlie Musselwhite
Charlie Musselwhite, (Kosciusko, 1944. január 31. –) amerikai bluesharmonikás, gitáros, énekes. Charles Musselwhite amerikai blues harmonikás Mike Bloomfielddel, Paul Butterfielddel és Elvin Bishoppal a chicago blues újjáélesztésének egyik kulcsszereplője volt. Az 1960-as években gyakran „a fehér bluesmannek” nevezték. Állítólag Musselwhite ihlette Dan Aykroyd karakterét az 1980-as The Blues Brothers című filmben.

## Pályafutása
Charles Douglas „Charlie” Musselwhite Mississippi államban született. Egy nagynénje nevelte fel Memphisben abban az időben, amikor a klubok mind rock and rolltól visszhangoztak. Musselwhite tinédzserként gyakran látta ott Elvis Presleyt, Jerry Lee Lewist és Johnny Cash-t, de különösen nagy hatással volt rá a sok helyi blueszenész, köztük a veterán Will Shade, (aki szájharmonikázni tanította), és Gus Cannon, Furry Lewis.
Tizenkét évesen egy gyapotüzemben kezdett dolgozni, majd építkezéseken. Egyszer még hamisított alkoholt is árul majd az utcán... Mindezek az elvileg az afroamerikai lakosságnak fenntartott munkák lehetővé teszik számára, hogy elmerüljön az eredeti amerikai zenei kultúrában. Hamarosan hivatásává vált a blues.
Tizennyolcéves korában, 1962-ben Chicago-ba költözött Walter Horton szájharmonikáshoz. Miközben itt-ott dolgozott, vasárnap reggelente a híres Maxwell Street-i bolhapiacon játszott egyetlen fehér emberként, aki a blues-t játszott a fekete negyed szívében. „Big” Joe Williamsszel való barátságának köszönhetően a környék különböző klubjaiban játszott. Kísérte Muddy Waterst, Howlin' Wolfot és John Lee Hookert.
Kihasználva a „White Blues” divatot együttest alapított. 1966-ben az Elektra Recordsnál rögzítette első albumát („Stand back!”). Aztán következett a „Charley Musselwhite South Side” zenekara a Vanguard Recordsnál. A később klasszikusnak tartott album azonnali sikert aratott.Nem sokkal ezután Musselwhite Kaliforniában telepedett le és San Franciscoban kulcsfontosságú zenészésszé vált. Tehetsége lehetővé tette számára, hogy több mint harminc szólóalbumot rögzíthessen.
Számos díjat kapott: 18 W. C. Handy-díjat, 6 Grammy-díjat, a Monterey Jazz Festival életműdíját és a Mississippi kormányzói művészeti kiválóságért járó díjat.

## Albumok
- 1967: Stand Back! Here Comes Charley Musselwhite's Southside Band
- 1968: Stone Blues
- 1968: Louisiana Fog
- 1969: Tennessee Woman
- 1970: Memphis, Tennessee
- 1971: Takin' My Time
- 1974: Goin' Back Down South
- 1975: Leave The Blues To Us
- 1977: The Cream & John Lee Hooker
- 1978: Times Gettin' Tougher Than Tough
- 1979: The Harmonica According To Charlie Musselwhite
- 1982: Curtain Call: Charlie Musselwhite & The Dynatones
- 1984: Where Have All the Good Times Gone?
- 1986: Mellow-Dee
- 1988: Cambridge Blues
- 1989: Memphis Charlie
- 1990: Ace Of Harps
- 1991: Signature
- 1993: In My Time
- 1994: The Blues Never Die
- 1997: Rough News
- 1999: Continental Drifter
- 1999: Super Harps (& James Cotton, Billy Branch, Sugar Ray Norcia)
- 1999: Harpin' On A Riff: The Best Of Charlie Musselwhite
- 2000: Best Of The Vanguard Years
- 2000: Up And Down the Highway: Live 1986
- 2002: One Night in America
- 2003: Darkest Hour: The Solo Recordings Of Charlie Musselwhite
- 2004: Sanctuary
- 2005: Deluxe Edition
- 2006: Delta Hardware
- 2007: Black Snake Moan (Music From The Motion Picture)
- 2008: Rough Dried: Live At The Triple Door
- 2010: The Well
- 2012: Juke Joint Chapel live
- 2013: Get Up! (& Ben Harper)
- 2015: I Ain't Lyin'... live
- 2018: No Mercy In This Land (& Ben Harper)

## Díjak
- 2010: Blues Hall of Fame
- 2013: Grammy-díj for Best Blues Album
- Blues Music Award(wd) (W. C. Handy Awards, „The Handys”, 18 alkalommal)